# مدارا
رواداری یا مدارا(به انگلیسی: Tolerance، تالِرِنس) یا تساهل و تسامح کسی می‌تواند به شکل معنادار در مورد مدارا (پذیرفتن یا اجازه دادن) صحبت کند، که در موقعیتی باشد که بتواند نپذیرد یا اجازه ندهد.» در جامعهٔ روادار اکثریت به اقلیت اجازهٔ طرح اندیشه و پیشبرد آنرا می‌دهد. این اصطلاح همچنین در معنای «تحمل و تاب‌اوردن» یا «پشتیبانی، حمایت یا نگه‌داشتن» (اندیشهٔ متفاوت) هم تعریف شده‌است.
تساهل و تسامح از ارزش‌های مهم لیبرالیسم سیاسی است و به خصوصیت اخلاقی گفته می‌شود که بیانگر طرز برخورد با تمایلات، اعتقادات، عقاید و رفتار با دیگران است.
بنابراین اصل، آزادی‌های فردی تنها هنگامی از تعرض در امان می‌ماند که جامعه عقاید مختلف مردم ساکن را تاب بیاورد و هیچ عقیده‌ای سرکوب نشود؛ و اگر چیزی را آسیب زننده می‌داند بدون هیچ گونه خشونت و به شکل اصولی و اخلاقی به آن بپردازد.

## مفهوم شناسی
تساهل در کتابهای لغت از ریشه «سهل» و به معنای آسان گرفتن، به نرمی رفتار کردن، سهل گرفتن بر یک‏دیگر و سهل انگاری است. تسامح از ریشه «سمح» و به معنای مدارا کردن، فروگذار نمودن و کوتاه آمدن با گذشت و بزرگواری است. معمولاً این دو واژه را مترادف هم به کار می‏برند اما با توجه به ریشه یابی لغوی، تسامح فرقی با تساهل دارد و آن این‏که: تسامح سهل گرفتنی است که با گذشت و بزرگواری همراه است.
معادل تسامح و تساهل در انگلیسی، Tolerance از ریشه toler به معنای تحمل کردن و اجازه دادن است. در فرهنگ آکسفورد، سه معنا برای آن ذکر شده است.
- اجازه دادن به وقوع یا ادامه چیزی که شخص آن را نمی‏پسندد و با آن موافق نیست

- تحمل شخص یا چیزی بدون شکایت و گلایه‏ مندی

- طاقت و تحمل مصرف یک دارو و یا...[۶]

این واژه با مصدر Tollo که به معنای حمل کردن، بردن و اجازه دادن است هم خانواده است؛ گویی کسی که تسامح می‏ورزد باری را تحمل می‏کند. از این رو برخی معتقدند نزدیک‏ترین معادل واژه «تالِرِنس»، حلم است، زیرا «حلم» به معنای تحمل امور ناگوار در عین قدرت و قوت است.
در اصطلاح، تسامح و تساهل، عدم مداخله و ممانعت یا اجازه دادن از روی قصد و آگاهی نسبت به اعمال و عقایدی است که مورد پذیرش و پسند شخص نباشد. به تعبیر دیگر، نوعی بردباری است که انسان در برابر عقاید، رفتار و گفتار ناخوشایند دیگری از خود نشان می‏دهد.
در فرهنگ و ادب فارسی از بردباری به‌عنوان راه‌های صحیح زیستن در حیات جمعی و کمال‌جویی یاد کرده اند:
آسایش دو گیتی تفسیر این دو حرف است
با دوستان مروت با دشمنان مدارا

## در اسلام
رفق، لین، عفو، مسالمت و تغافل از مصادیق و مترادف‌های معنایی کلمه‌ی مدارا هستند که با اندک تفاوت معنی مدارا و بردباری را به ذهن متبادر می‌کنند. در قرآن به صراحت آمده است: «و اذا خاطبهم الجاهلون قالوا سلاما»(3) یعنی: چون نادانان ایشان را مورد خطاب قرار دهند، به ملایمت و مسالمت جواب می‌دهند
مدارا  در متون دینی و اسلامی مصطلح نیست اما واژه‏ هایی وجود دارد که می‏توان آنها را تقریبا مترادف این دو واژه به شمار آورد که از آن جمله می‏توان واژه‏ های رفق و مدارا و حلم و تیسیر (آسان گرفتن) را نام برد.
با توجه به آیات و روایات در مواردی ، تسامح و تساهل امری مطلوب و در مواردی نیز امری ناپسند و ناروا است. 

### تسامح و تساهل در رویارویی با مردم
مطلوب است.در آیه 159 آل عمران فَبِما رَحْمَةٍ مِنَ اللّهِ لِنْتَ لَهُمْ وَ لَوْ کُنْتَ فَظًّا غَلِیظَ الْقَلْبِ لاَنْفَضُّوا مِنْ حَوْلِکَ فَاعْفُ عَنْهُمْ وَ اسْتَغْفِرْ لَهُمْ وَ شاوِرْهُمْ فِی الأَْمْرِ؛ یعنی از رحمت خدا بود که با مردم، نرم‏خوی بودی، اگر سنگ‏دل و خشن و تندخو بودی از اطرافت پراکنده می‏شدند. پس، از خطاهای آنان درگذر، و از خداوند برای آنها طلب آمرزش کن و با آنها در کارها مشورت نما» 

### سهل‏گیری خداوند در تشریع احکام و مقرّرات دینی
در قرآن آمده است: «یُرِیدُ اللّهُ بِکُمُ الْیُسْرَ وَ لا یُرِیدُ بِکُمُ الْعُسْرَ؛ خداوند خواهان راحتی و آسانی برای شماست و خواهان سختی و دشواری برای شما نیست» و یا آمده است «ما جَعَلَ عَلَیْکُمْ فِی الدِّینِ مِنْ حَرَجٍ؛ خداوند برای شما در دین سختی و دشواری قرار نداده است»

### تسامح و تساهل در دعوت مردم به دین
ای رسول ما خلق را به حکمت (و برهان) و موعظه نیکو به راه خدایت دعوت کن و با بهترین طریق با اهل جدل مناظره کن (وظیفه تو بیش از این نیست) که البته خدای تو (عاقبت حال) کسانی را که از راه او گمراه شده و آنان را که هدایت یافته‌اند بهتر می‌داند

### در هم‏زیستی مسالمت‏ آمیز مسلمانان با پیروان ادیان دیگر
بگو: ای اهل کتاب، بیایید از آن کلمه حق که میان ما و شما یکسان است پیروی کنیم که به جز خدای یکتا را نپرستیم، و چیزی را با او شریک قرار ندهیم، و برخی برخی را به جای خدا به ربوبیّت تعظیم نکنیم. پس اگر از حق روی گردانند بگویید: شما گواه باشید که ما تسلیم فرمان خداوندیم.
این موارد  مطلوب و موردنظر اسلام است .

## روز جهانی مدارا
- در بیست و هشتمین نشست کنفرانس عمومی سازمان یونسکو که از ٢۵ اکتبر تا ١۶ نوامبر ١٩٩۵ در پاریس برگزار شد؛ روز ۱۶ نوامبر هم‌زمان با سالگرد تولد مهاتما گاندی، توسط کشور های عضو سازمان ملل متحد به عنوان روز بین المللی ترویج مدارا و عدم خشونت تصویب شد و در سال بعد ۱۶ نوامبر سال ۱۹۹۶ نیز قطعنامه 51/95 در این زمینه صادر شد.[۱۳] همچنین سازمان یونسکو هر ساله جایزه ای به نام مادانجیت سینگ به فعالیت های هنری، علمی و... در راستای مدارا اهدا می کند.[۱۴]